# イギリスの憲法
イギリスの憲法（イギリスのけんぽう、英: constitution of the United Kingdom）は、イギリス（グレートブリテン及び北アイルランド連合王国、英: United Kingdom of Great Britain and Northern Ireland）において、議会決議や法律、裁判所の判例、国際条約、慣習等のうち、国家の性格を規定するものの集合体である。

## 概要
単一の憲法典としては成典化されていないため、不文憲法または不成典憲法（uncodified constitution）であると言われるが、それはあくまでも憲法典としての単一の成典を持たないという意味であり、法文化された憲法的法規は、先述及び後述のとおり明確に存在している。
憲法を構成する大部分は成文法（憲法的法規、law of the constitution）であり、議会によって改正・改革が行われる軟性憲法であるが、慣習に基づき、伝統的に憲法を構成するとされる原則的部分（立憲君主制、議院内閣制、人権保障など）は一貫して維持されている。
成文法の他、様々な慣習法（憲法的習律、conventions of the constitution）に基づく権力（国王など）の権能の制限、貴族の権限及び儀礼の様式なども、イギリスの憲法を構成する要素に含まれている。
議会主権を基礎とすることから、通常の手続に従って議会が法律を制定することにより、憲法的事項を制定、変更することが可能である。
ゴードン・ブラウンは、イギリスにも成文憲法典が必要と考え、自政権下での制定を目指していたが、達成はできなかった。

## 日本語における用語の問題
英語では、ConstitutionとConstitutional lawは、それぞれ上位概念、下位概念として区別されているが、日本語では区別されずに、どちらも「憲法」と訳されることが多い。イギリスでは、議会主権がConstitutionの柱である。議会主権とは、Constitutional lawを設けないことである。

## イギリスの憲法を構成する成文法

### 2003年の議会報告
以下は、イギリスの憲法を構成する成文法（憲法的法規、laws of the constitution）のうち、イギリスの議会が2003年11月に発表した報告で「特に基本的なもの」として説明しているものである。
- マグナ・カルタ
- 権利の章典
- 1689年王位及び議会承認法
  - ウィリアム3世とメアリー2世の王位継承と1689年仮議会の有効性を承認した法。
- 1701年王位継承法
  - ハノーファー選帝侯エルンスト・アウグストと、エリザベス・ステュアートの末娘であるゾフィー・フォン・デア・プファルツ（ソフィア・オブ・ハノーバー）妃の子孫を王位継承者として定めた法。これによりステュアート家の血を引く者と国教会会衆以外は継承資格を失った。
- 1707年合同法
- 1800年合同法
- 議会法（1911年議会法（英語版）、1949年議会法）
- 1958年一代貴族法
- 1964年国家緊急権法
- 1972年欧州共同体法
  - EU離脱決定に伴い2020年12月31日に廃止。
- 1975年庶民院資格剥奪法
- 1975年大臣等給与法
  - 政務次官以上の官職の給与と人数制限を定めた法。
- 1981年イギリス国籍法
- 1981年上級裁判所法
- 1983年国民代表法
- 1998年スコットランド法
  - スコットランド議会とスコットランド行政府の設置を定めた法。
- 1998年ウェールズ統治法
  - ウェールズ議会の設置を定めた法。
- 1998年北アイルランド法
  - 北アイルランド議会の設置を定めた法。
- 1998年人権法（Human Rights Act 1998）

本法を新しい権利章典と定めるべきだという意見もある。
- 1999年貴族院法
- 2004年市民緊急事態法

### 2003年の議会報告以降に制定された憲法改革法
以下は、2003年11月の報告以降に新しく制定された憲法改革法である。
- 2005年憲法改革法
  - 連合王国最高裁判所の独立による、司法権の独立強化。
- 2010年憲法改革及び統治法
- 2011年議会任期固定法　→　2022年議会解散・召集法 にて廃止

2011年議会任期固定法にて、首相による庶民院（下院）の解散を制限、解散決議と任期満了以外では解散出来ないようにしたが、政治が混乱する原因となったとして廃止された。廃止以降は、2011年以前と同様に首相の判断の下にいつでも解散できるように戻っている。
- 2013年王位継承法
  - 1701年王位継承法の規制を緩和した。
- 2020年欧州連合(離脱合意)法（英語版）
  - EU離脱の移行期間をつくるために制定された法。

### その他
また、ドイツの歴史学者ホルスト・ディッペルとイギリスの歴史学者ハリー・トーマス・ディキンソンによると、1782年から1835年までの成文法のうち、下記の15件が憲法的文書（constitutional document）にあたる。
- 1782年議会法 - クルー法（Crewe's Act）とも
- 1782年庶民院（資格剥奪）法（House of Commons (Disqualification) Act 1782、1782年） - クラーク法（Clerke's Act）とも
- 1792年名誉毀損法
- 1794年陰謀法（Conspiracy Act 1794）
- 1795年反逆法
- 1795年扇動集会法（英語版）
- 1799年扇動規制法（英語版）
- 1800年合同法
- 1811年摂政法（Regency Act 1811）
- 1828年聖餐審査法（英語版）
- 1829年カトリック解放法
- 1832年改革法
- 1832年スコットランド改革法
- 1832年アイルランド改革法
- 1835年地方自体法（英語版）

## 関連文献
- 加藤紘捷『概説イギリス憲法 第2版』勁草書房(2015)
- 戒能通厚『イギリス憲法〔第2版〕』信山社(2018)